# Paddy Driver
Paddy Driver (Johannesburgo, 19 de mayo de 1934) es un expiloto de motociclismo sudafricano, que compitió en pruebas del Campeonato del Mundo de Motociclismo desde 1958 hasta 1966.

## Biografía
Su mejor temporada fue en 1965 cuando terminó tercero en la clasificación general de 500cc por detrás de Mike Hailwood y Giacomo Agostini.
Participó en dos Grandes Premios del Campeonato Mundial de Fórmula 1, sin obtener puntos de campeonato. Driver fue un competidor habitual en el campeonato sudafricano de Fórmula 1 durante muchos años, comenzando con el Gran Premio de Rand de 1963, pero solo participó a tiempo completo en 1969, conduciendo un Fórmula 5000 Lola de Doug Serrurier. Desde 1971 ingresó en su propio McLaren, terminando tercero en la clasificación final de la serie.
Driver es uno de un pequeño grupo de personas que ha competido tanto en el mundial de motociclismo como en el de F1. El grupo también incluye John Surtees, Mike Hailwood y Johnny Cecotto.

## Resultados

### Campeonato del Mundo de Motociclismo
Sistema de puntuación desde 1950 hasta 1968:
| Posición | 1 | 2 | 3 | 4 | 5 | 6 |
| Pts.     | 8 | 6 | 4 | 3 | 2 | 1 |

Sistema de puntuación desde 1969 en adelante:
| Posición | 1  | 2  | 3  | 4 | 5 | 6 | 7 | 8 | 9 | 10 |
| Pts.     | 15 | 12 | 10 | 8 | 6 | 5 | 4 | 3 | 2 | 1  |

(Carreras en negrita indica pole position; carreras en cursiva indica vuelta rápida)
| Año  | Cat.  | Moto      | 1       | 2       | 3       | 4       | 5       | 6       | 7       | 8     | 9       | 10      | 11      | 12    | 13    | Pts. | Pos. |
| ---- | ----- | --------- | ------- | ------- | ------- | ------- | ------- | ------- | ------- | ----- | ------- | ------- | ------- | ----- | ----- | ---- | ---- |
| 1958 | 350cc | Norton    | IOM 11  | NED 8   | BEL 15  | RFA 11  | SWE -   | ULS -   | NAT -   |       |         |         |         |       |       | 0    | -    |
| 1958 | 500cc | Norton    | IOM Ret | NED Ret | BEL -   | RFA -   | SWE 7   | ULS -   | NAT -   |       |         |         |         |       |       | 0    | -    |
| 1959 | 350cc | Norton    | FRA 5   | IOM Ret | RFA Ret | SWE -   |         |         | ULS 8   | NAT 5 |         |         |         |       |       | 4    | 12.º |
| 1959 | 500cc | Norton    | FRA 6   | IOM 6   | RFA Ret |         | NED Ret | BEL -   | ULS Ret | NAT 6 |         |         |         |       |       | 3    | 11.º |
| 1960 | 350cc | Norton    | FRA 5   | IOM 14  | NED 5   |         |         | ULS 6   | NAT 8   |       |         |         |         |       |       | 5    | 9.º  |
| 1960 | 500cc | Norton    | FRA 4   | IOM 9   | NED 4   | BEL Ret | GER 7   | ULS Ret | NAT 4   |       |         |         |         |       |       | 9    | 7.º  |
| 1961 | 125cc | Suzuki    | ESP DNQ | RFA -   | FRA Ret | IOM -   | NED -   | BEL -   | RDA -   | ULS - | NAT -   | SWE -   | ARG -   |       |       | 0    | -    |
| 1961 | 250cc | Suzuki    | ESP Ret | RFA DNS | FRA Ret | IOM Ret | NED -   | BEL -   | RDA -   | ULS - | NAT -   | SWE -   | ARG -   |       |       | 0    | -    |
| 1961 | 350cc | Norton    |         | RFA -   |         | IOM 10  | NED Ret |         | RDA Ret | ULS - | NAT Ret | SWE -   |         |       |       | 0    | -    |
| 1961 | 500cc | Norton    |         | RFA Ret | FRA -   | IOM Ret | NED -   | BEL 6   | RDA Ret | ULS - | NAT 3   | SWE -   | ARG -   |       |       | 5    | 10.º |
| 1962 | 125cc | EMC       | ESP -   | FRA Ret | IOM Ret | NED Ret | BEL 3   | RFA 7   | ULS 6   | DDR - | NAT 6   | FIN -   | ARG -   |       |       | 6    | 10.º |
| 1962 | 350cc | Norton    |         |         | IOM -   | NED Ret |         |         | ULS Ret | DDR 8 | NAT DNS | FIN -   |         |       |       | 0    | -    |
| 1962 | 500cc | Norton    |         |         | IOM -   | NED 10  | BEL 4   |         | ULS Ret | DDR 5 | NAT 5   | FIN -   | ARG -   |       |       | 7    | 8.º  |
| 1963 | 350cc | AJS       |         | GER -   |         | IOM 9   | NED -   |         | ULS -   | RDA - | FIN -   | NAT 7   |         |       |       | 0    | -    |
| 1963 | 500cc | Matchless |         |         |         | IOM 7   | NED -   | BEL -   | ULS -   | RDA - | FIN -   | NAT Ret |         |       |       | 0    | -    |
| 1964 | 350cc | AJS       |         |         |         | IOM 9   | NED 4   |         | RFA 5   | DDR - | ULS -   | FIN Ret | NAT -   | JPN - |       | 5    | 7.º  |
| 1964 | 500cc | Matchless | USA 5   |         |         | IOM 26  | NED 3   | BEL 3   | GER Ret | DDR 3 | ULS -   | FIN 5   | NAT Ret |       |       | 16   | 5.º  |
| 1965 | 350cc | AJS       |         | GER 6   |         |         | IOM Ret | NED Ret |         | RDA - | CZE Ret | ULS -   | FIN Ret | NAT - | JPN - | 1    | 25.º |
| 1965 | 500cc | Matchless | USA Ret | GER Ret |         |         | IOM Ret | NED 3   | BEL 4   | RDA 3 | CZE 4   | ULS 2   | FIN 2   | NAT - |       | 26   | 3.º  |

### Fórmula 1
| Año  | Escudería         | 1   | 2   | 3       | 4   | 5   | 6   | 7   | 8   | 9   | 10      | 11  | 12  | 13  | 14  | 15  | Pos. | Pts. |
| ---- | ----------------- | --- | --- | ------- | --- | --- | --- | --- | --- | --- | ------- | --- | --- | --- | --- | --- | ---- | ---- |
| 1963 | Selby Auto Spares | MON | BEL | NED     | FRA | GBR | GER | ITA | USA | MEX | RSA DNS |     |     |     |     |     | NC   | 0    |
| 1974 | Team Gunston      | ARG | BRA | RSA Ret | ESP | BEL | MON | SWE | NED | FRA | GBR     | GER | AUT | ITA | CAN | USA | NC   | 0    |